# Tetramorium ciliatum
Tetramorium ciliatum är en myrart som beskrevs av Bolton 1977. Tetramorium ciliatum ingår i släktet Tetramorium och familjen myror. Inga underarter finns listade i Catalogue of Life.